# Dekanat Columbus
Dekanat Columbus – jeden z sześciu dekanatów diecezji Środkowego Zachodu Kościoła Prawosławnego w Ameryce.
Na terytorium dekanatu znajdują się następujące parafie:
- Parafia św. Stefana w Crawfordsville
- Parafia św. Jana Chrzciciela w Indianapolis
- Parafia św. Tomasza Apostoła w Kokomo
- Parafia Zaśnięcia Matki Bożej w Canton
- Parafia Chrystusa Zbawiciela i Ducha Świętego w Cincinnati
- Parafia św. Mikołaja w Columbus
- Parafia św. Grzegorza z Nyssy w Columbus
- Parafia św. Pawła Apostoła w Dayton